# Шихаханью
Шихаханью (IAST: Sīṃhahanu) — древний индийский монарх и дед по отцовской линии Гаутамы Будды. Он был одним из правителей рода Шакья.

## Семья

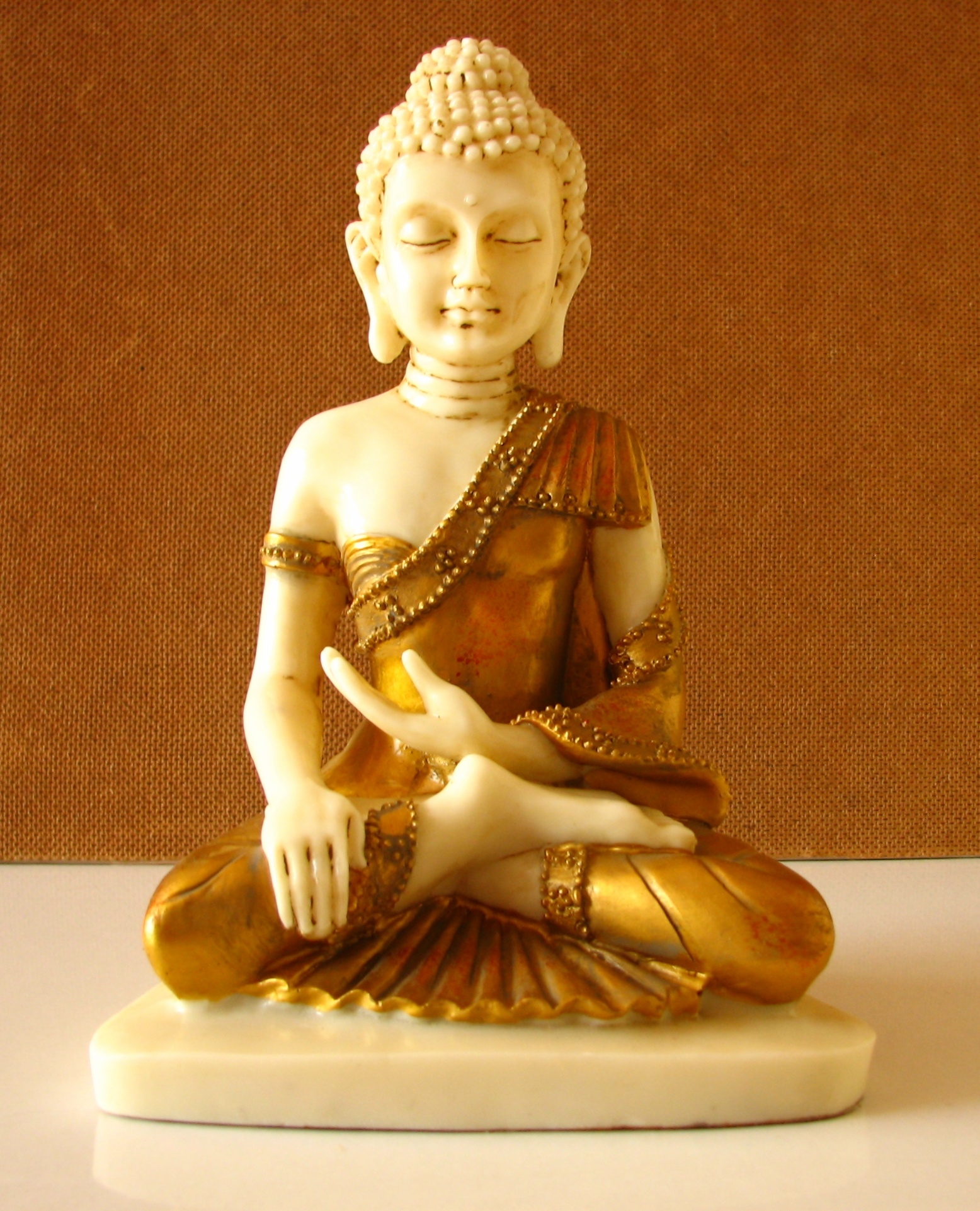
Внук Шихаханью — Гаутама Будда

Шихаханью был сыном царя Джаясены и братом Ясодхары.
Он женился на Каччане из Девадахи, дочери Девадахасакки.
У Каччаны и Шихаханью были дети:
- Шуддходана[4][5]
- Дхотодана
- Саккодана
- Суккадана
- Амитодана
- Амита
- Памита

Будучи молодым царевичем, Шуддходана преуспел в военном деле и фехтовании. После победоносной битвы Шихаханью предложил ему исполнить одно желание. Шуддходана попросил разрешения жениться на двух прекрасных сёстрах, Майе и Махапраджапати Готами.